# Kurden

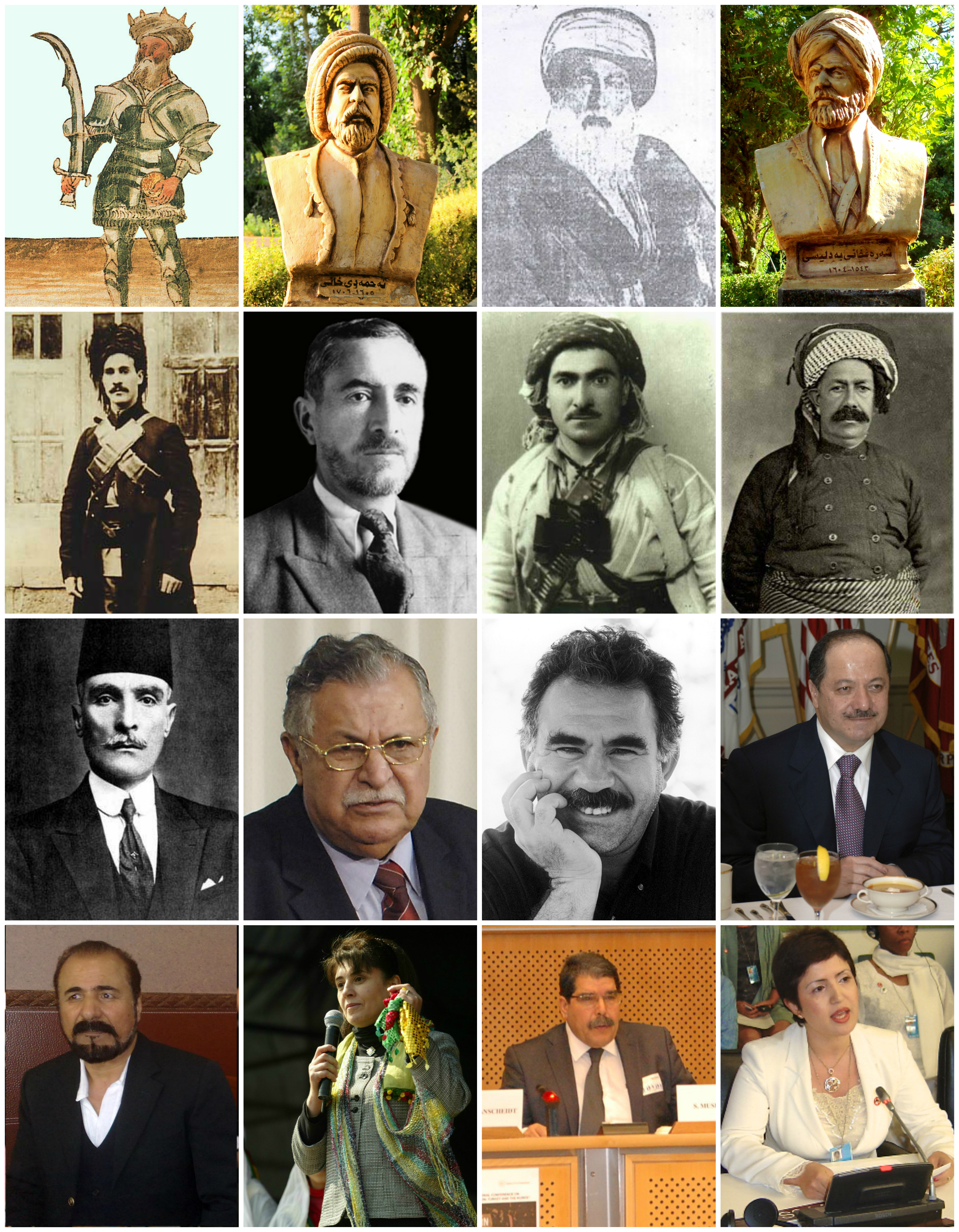
Porträts von bekannten Kurden:
1. Reihe: Saladin, Ehmedê Xanî, Şêx Seîdê Pîran, Şerefhan
2. Reihe: Simko Schikak, Qazî Mihemed, Mistefa Barzanî, Mehmûd Berzincî
3. Reihe: Ibrahim Hananu, Celal Talebanî, Abdullah Öcalan, Mesûd Barzanî
4. Reihe: Şivan Perwer, Leyla Zana, Salih Muslim, Widad Akrawi

Die Kurden (kurdisch کورد Kurd) sind ein Volk, dessen Hauptsiedlungsgebiet als Kurdistan bezeichnet wird. Sie bilden eine bedeutende autochthone ethnische Volksgruppe in der Türkei, im Irak, in Iran und in Syrien. Die kurdischen Sprachen gehören zu den indogermanischen Sprachen, und zwar zum nordwestlichen Zweig der iranischen Sprachen (siehe auch Iranische Völker).
Die Zahl der Angehörigen des Volkes ist nicht genau bekannt, weil in den Staaten, in denen die meisten Kurden leben, Daten über ethnische Zugehörigkeiten nicht erhoben werden. Schätzungen allein für Kurdistan und angrenzende Gebiete bewegen sich um 35 Millionen Menschen.
Seit den 2014 kulminierenden Spaltungstendenzen im Irak und wegen des langjährigen Bürgerkriegs in Syrien verstärken sich die Bestrebungen zur Gründung eines eigenen kurdischen Staates.

## Siedlungsgebiet
Der Name Kurdistan enthält das indoiranische Suffix -stan und bedeutet „Land der Kurden“. Damit wurde eine Region des Persischen Reiches bezeichnet, die während der Herrschaft der späteren Seldschuken eine eigene Provinz stellte. Im Osmanischen Reich des 19. Jahrhunderts entstand bei einer Verwaltungsreform eine Provinz mit dem Namen Kurdistan, die jedoch schon bald aufgelöst wurde. Heute leben etwa 15–20 Millionen Kurden in dem türkischen Teil Kurdistans.

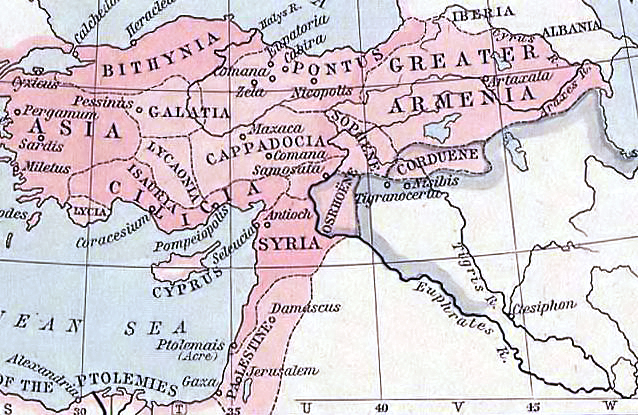
Die Provinzen Korduene und Sophene

Daneben gibt es noch andere größere Gebiete innerhalb der Staaten, die schon länger von Kurden bewohnt werden. In der Türkei ist es das Gebiet um Ankara und Konya, in dem sich seit Generationen verstreute kurdische Siedlungen befinden. Die meisten Kurden wurden nach Aufständen hierhin vertrieben. Aufgrund hoher Arbeitslosigkeit, mangelnder Infrastruktur und Versorgung sowie des Krieges zwischen der türkischen Armee und der PKK in den kurdischen Gebieten siedelten viele Kurden nach Mersin, Adana, Istanbul und in die südostanatolischen Städte um, so dass diese Städte größere kurdische Gemeinden haben.
In Iran leben in den westlichen Provinzen etwa 11 Millionen Kurden. Auch in Chorasan gibt es kleinere kurdische Gemeinden. Im Jahr 1388 kamen nach Vertreibungen durch Timur viele Kurden hierher. 1587 und 1628 fanden Umsiedelungen durch den Safawiden Schah Abbas I. statt.
Im Irak leben etwa 8 Millionen Kurden in der Autonomen Region Kurdistan. Dort führt die Regionalregierung Kurdistan eigene, unabhängige Behörden unter der kurdischen Flagge.

## Ethnogenese

Kurdisches Siedlungsgebiet (zeigt verschiedene kurdische Dialekte)

Zur Frage der Ethnogenese liegen verschiedene Thesen vor, wobei zu beachten ist, dass über diesen langen Zeitraum Völkervermischungen stattgefunden haben. Wie John Limbert (1968) betont, muss man zwischen dem Namen des Volkes und der Landschaft unterscheiden. Die antiken Namen sind von fremden Berichterstattern überliefert, die nicht immer mit den politischen und ethnischen Verhältnissen vertraut, oft auch nicht daran interessiert waren. Namen für Bevölkerungsgruppen und Landschaften wurden nicht genau unterschieden und oft von einer Gruppe auf eine andere übertragen. Eine spätere Gruppe kann zudem auf einen älteren Namen zurückgreifen. Oft verwenden antike und mittelalterliche Historiker für neue Gruppen historische Namen, wie etwa im Fall der Skythen oder Perser. Im Verlauf des 20. Jahrhunderts wurde die Abstammung der Kurden von verschiedenen antiken Völkern Kleinasiens erwogen:
- Theodor Nöldeke (1898) identifiziert Strabons Kyrtioi (Κύρτιοι, Geographika 11, 523, 727) und die Cyrtii des Titus Livius (zum Beispiel 42, 58, 13) als Vorformen des Namens Kurden.[5] Die Gleichsetzung der Kyrtioi mit den Kurden geht auf F. C. Andreas zurück.[4]
- Godfrey Rolles Driver (1921) hält die Qarda südlich des Vansees, die seit dem ersten Jahrtausend belegt sind, für mögliche Vorfahren der Kurden.[6][7]
- Nach der Fachenzyklopädie Der Kleine Pauly (1964) sind die Karduchoi des Xenophon als die Vorfahren der Kurden anzusehen.[8][6] Diese Ableitung wird von John Limbert (1968) aus linguistischen Gründen angezweifelt.[9]
- Wladimir Fjodorowitsch Minorski (1940) leitet einerseits die kurdische Sprache von der medischen her,[10] verweist zum anderen aber auf die Gefahr, Sprache und biologische Abstammung zu verwechseln.[11]
- Arshak Safrastian (1948) hält die Kurden für die direkten Nachkommen der Gutäer und Kassiten.[12] Auch William G. Elphinston (1946) berichtet, ohne Angabe von Quellen, dass die Kurden von „einigen Autoritäten“ von den Guti – „Kardaka, Kurtie oder Guti“ – am Vansee hergeleitet werden.[13]
- Ferdinand Hennerbichler (2010) postuliert eine ungebrochene Kontinuität der Kurden von den frühneolithischen Ackerbauern im Zagros-Gebirge und Nordmesopotamien.

Eine Argumentation über bloße Namensähnlichkeit ist ohne genaue linguistische Kenntnisse nicht stichhaltig. Die ethnische Zusammensetzung der Zagrosländer änderte sich durch die Eingriffe mehrerer Großmächte ständig (vgl. die assyrische Deportationspolitik). Politische Großgruppen konnten ihre Identität auf Sprache, Religion und eine gemeinsame Geschichte gründen. Bereits Wilhelm Gesenius versuchte die Chaldäer (Chardim) mit den Kurden (Kard) in Verbindung zu bringen. Auch Friedrich von Hellwald setzt kommentarlos Chaldäer und Kurden gleich. Nach William Loftus rühmte sich der kurdische Stamm der Kaldani, von den Chaldäern abzustammen.

## Geschichte

### Mittelalter
Im 7. Jahrhundert n. Chr. eroberten die Armeen des Kalifen ʿUmar ibn al-Chattāb die kurdischen Gebiete, so dass die Kurden zum Islam konvertierten. Zwischen dem 10. und 13. Jahrhundert unter islamischer Herrschaft gründeten Kurden mehrere Dynastien wie die der Marwaniden, der Rawadiden, der Hasanwayhiden, der Schaddadiden und der Ayyubiden. Die Marwaniden lebten im nördlichen und westlichen Kurdistan mit Wintersitz in Diyarbakır und Sommerresidenz in Farqin (Silvan), die Rawadiden in Aserbaidschan, das in der Zeit überwiegend kurdisch besiedelt war, mit der Hauptstadt Täbris, die Hasanwayhiden im Osten Kurdistans, also nordöstlich von Kermanschah und die Schaddadiden außerhalb Kurdistans in Transkaukasien, auf dem Gebiet des heutigen Armenien und Aserbaidschan. In den Jahren von 1750 bis 1789 herrschte Karim Khan-e Zand, dem einige einen kurdischen Ursprung zuschreiben, über ganz Iran. Diese Zand-Dynastie endete aber schon 1794. Andere kurdische Dynastien waren die Hazaraspiden (regierten 1148–1424) und die Annaziden (regierten 991 bis zum späten 12. Jahrhundert).
Im 12. Jahrhundert gründete Saladin, der zu Rawendis Zweig des Hadabanistammes gehörte, die Ayyubiden-Dynastie von Syrien. Dieses Reich erstreckte sich über Teile Kurdistans, Ägyptens und des Jemen. Das Ayyubidische Reich war aber keinesfalls ein kurdisches Reich, viele seiner Bewohner waren vielmehr Araber oder gehörten anderen Völkern an. Es war am ehesten ein islamisches Reich, denn die Bewohner bezeichneten sich als Muslime und nicht als Araber oder Kurden.
Einen großen Wendepunkt in der kurdischen Geschichte stellte 1514 die Schlacht bei Tschaldiran zwischen Osmanen und Safawiden dar, bei der sich die mehrheitlich sunnitischen Kurden mit den Osmanen verbündeten. Die Osmanen sicherten sich die Unterstützung der kurdischen Lokalfürsten, indem sie ihnen die Umwandlung ihrer Besitztümer in erbliche Fürstentümer anboten. Diese kurdischen Herrschaften (Kürt Hükümetleri) mussten keinen Tribut zahlen und keine Soldaten für die osmanische Zentralregierung stellen. Daneben gab es noch die kurdischen Sandschak, deren Gouverneure per Erbe bestimmt wurden, aber trotzdem wie alle Sandschaks Steuern zahlten und Soldaten bereitstellten. Im Osmanischen Reich war das nicht üblich. Normalerweise wurden Ländereien nur auf Lebenszeit an kriegsverdiente Soldaten verteilt (Timar-System).
Schah Ismail I. unterlag Sultan Selim I. Danach kam fast ganz Ostanatolien unter osmanische Herrschaft. Auf seinem Zug nach Ostanatolien ließ der Sultan bei Sivas an die 40.000 Aleviten hinrichten, um Kollaboration mit den Safawiden zu unterbinden. 1596 verfasste Şerefhan Fürst von Bitlis das Geschichtswerk Scherefname (Prachtschrift) mit dem ersten vollständigen Überblick über die kurdische Geschichte. Darin wird von den Geschehnissen in den kurdischen Fürstentümern bis zum Ende des 16. Jahrhunderts erzählt.

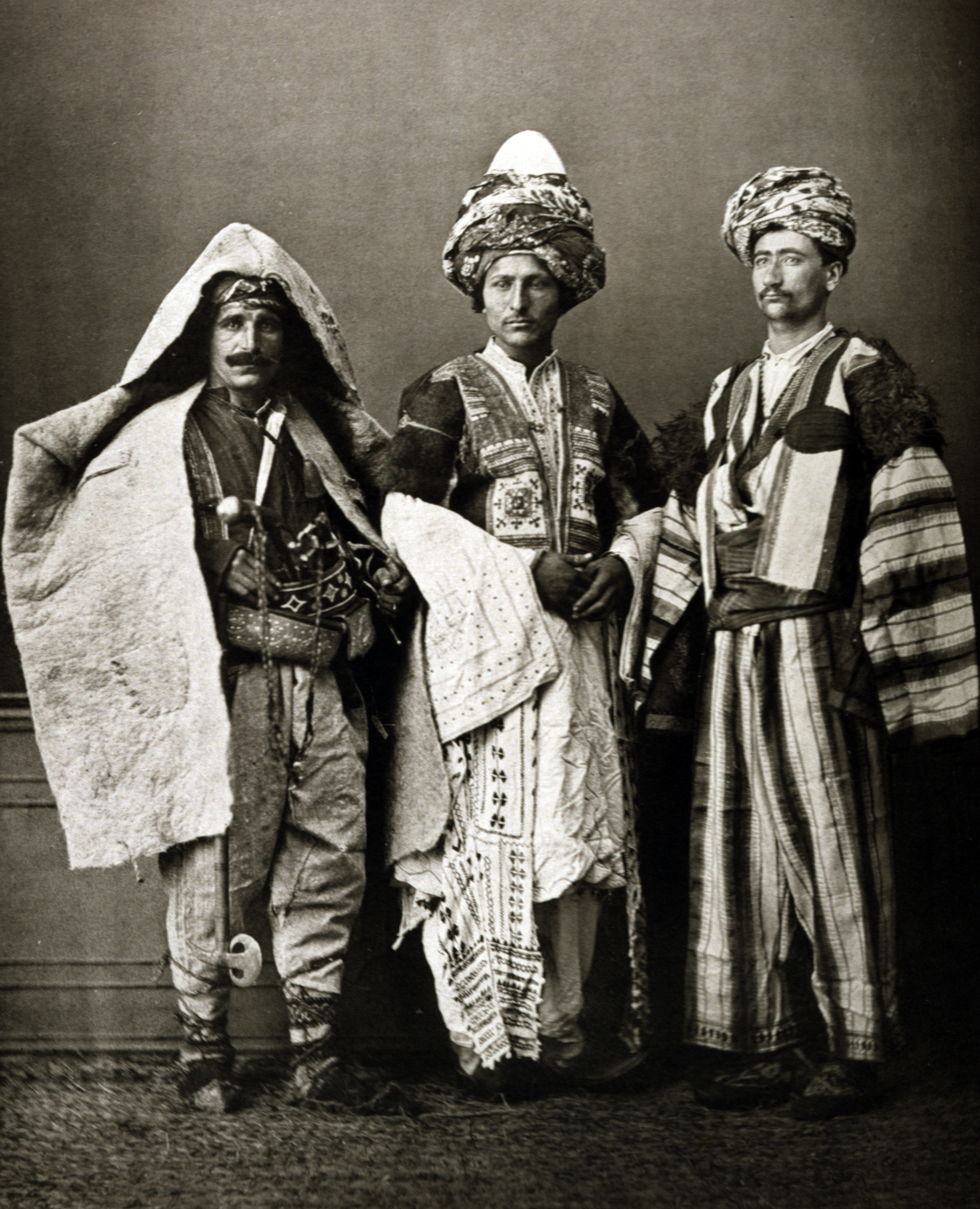
Traditionelle kurdische Kleidung: rechts sieht man eine Bekleidung aus Mesopotamien, in der Mitte aus Mardin und links eine Hirtenkleidung aus Diyarbakır
Die Fotografie stammt aus dem Jahre 1873 und wurde vom osmanischen Hoffotografen Pascal Sébah gemacht. Sie wurde in der Weltausstellung 1873 in Wien ausgestellt

Bedeutende kurdische Fürstentümer im osmanischen Reich waren die Baban mit Sitz in Silemani, das Soran-Fürstentum, die Schembo in Hakkâri, Badinan mit Sitz in Amediye, die Azizan in Botan und das Fürstentum von Bitlis. Im persischen Reich war das bedeutendste das der Ardalan.

### 20. Jahrhundert

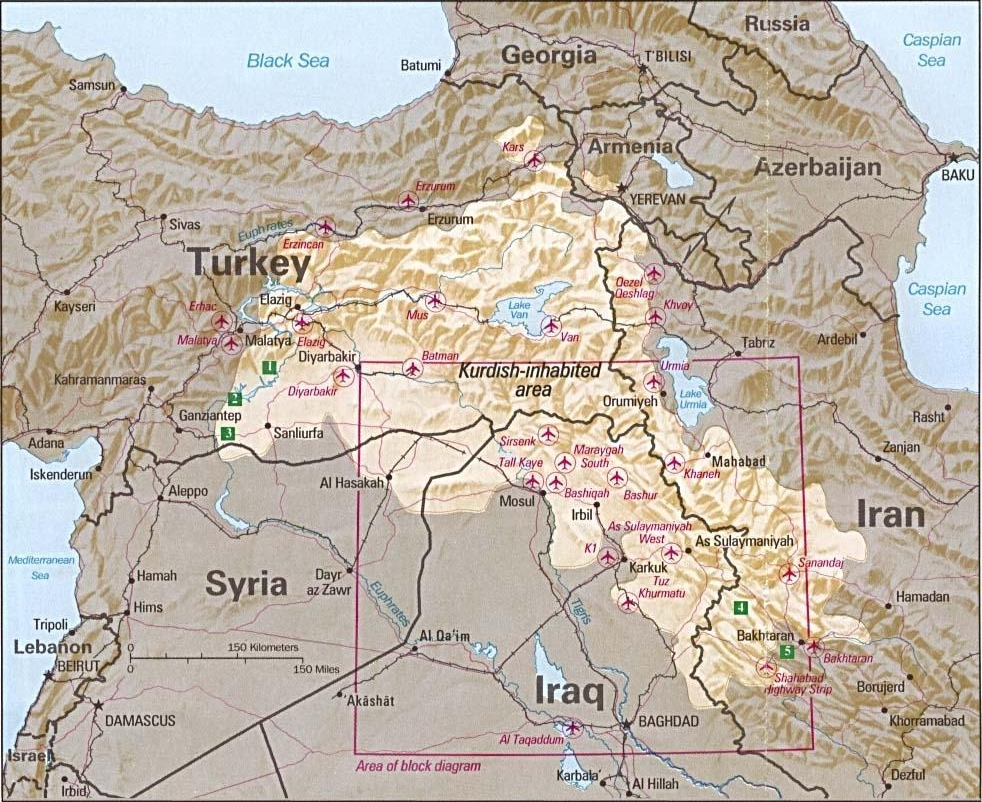
Von Kurden bewohnte Gebiete (1992)

Durch den Vertrag von Lausanne wurde Kurdistan durch die Alliierten und die Türkei bei der Auflösung des osmanischen Reiches auf die vier Staaten Iran, Irak, Türkei und Syrien aufgeteilt. Der größte Teil fiel an die Türkei. Auf diese Weise wurden mehr als die Hälfte der Kurden Staatsbürger der neuen türkischen Republik.

#### Türkei
Bis zur Zeit des Ersten Weltkriegs wurde das kurdische Bewusstsein einerseits durch die Stammeszugehörigkeit geprägt, andererseits durch den sunnitischen Islam. Unter dem Einfluss europäischer Ideen entwickelten sie dann ein eigenes Nationalgefühl. Nach der Niederlage des Osmanischen Reiches gegen die Alliierten wurde den Kurden im Vertrag von Sèvres eine autonome Region in Aussicht gestellt.
Gegen die Bestimmungen und territorialen Verluste auf dem Gebiet der heutigen Türkei kam Widerstand auf. Im türkischen Unabhängigkeits- und Befreiungskrieg kämpften die Kurden an der Seite der Türken gegen die Besatzungsmächte. Nach dem Sieg konnte die Türkei am 24. Juli 1923 im Vertrag von Lausanne die Bestimmungen aus dem Vertrag von Sèvres revidieren. Auf der Grundlage des Lausanner Vertrages erkannte die am 29. Oktober 1923 von Mustafa Kemal Atatürk ausgerufene Republik Türkei die Kurden nicht als ethnische Minderheit an. Eine Reihe von Aufständen wie der Koçgiri-Aufstand von 1920, der Scheich-Said-Aufstand unter Führung von Scheich Said 1925, der Ararat-Aufstand 1926–1930 und der Dersim-Aufstand 1938 wurden von der türkischen Armee niedergeschlagen.
In der Türkei war der Gebrauch der kurdischen Sprachen bis vor einigen Jahren verboten. So hieß es im dritten Abschnitt und Artikel 42 der Verfassung von 1982, die größtenteils heute noch gültig ist: Außer Türkisch kann keine andere Sprache als Erziehungs- und Bildungssprache den türkischen Staatsbürgern als Muttersprache gelehrt werden. Kurdischsprachige Medien waren bis 1991 verboten. In Art. 2 des Gesetzes Nr. 2932 hieß es dazu: Die Darlegung, Verbreitung und Veröffentlichung von Gedankengut in einer anderen Sprache als der ersten Amtssprache der von der Türkei anerkannten Staaten ist verboten. Türkisch wurde gesetzlich als Muttersprache aller türkischen Staatsbürger festgelegt. Der Strafrahmen bei Verstößen gegen dieses Gesetz betrug laut Art. 4 sechs Monate bis zwei Jahre Haft.
Nach dem Beginn des bewaffneten Kampfes der PKK 1984 gegen den Staat verschlechterte sich die Situation der Kurden im Südosten der Türkei. Über ein Jahrzehnt galt in den betroffenen Provinzen der Ausnahmezustand. Der Krieg dauerte bis 1999, als Abdullah Öcalan verhaftet wurde. Während der Konflikte kamen geschätzte 35.000 Menschen ums Leben. Im Zuge der Beitrittsverhandlungen der Türkei mit der Europäischen Union wurden die Rechte der Minderheiten in der Türkei verbessert. Im Jahr 2013 setzte zwischen der PKK und der türkischen Regierung ein Friedensprozess ein. Aber mit der Ausweitung des sogenannten Islamischen Staates südlich der türkischen Grenze veränderte sich die Situation. Vollends kippte das Verhältnis nach dem Juli 2015: In der türkischen Stadt Suruç gab es einen verheerenden Bombenanschlag. Als „Rache“ folgten Anschläge der PKK auf türkische Polizisten. Ende des Jahres 2015 versuchte die EU, die Türkei als Puffer für die Migrationsbewegung nach Europa zu gewinnen. Die türkische Regierung sieht daher freie Hand in ihrem Vorgehen gegen kurdische Separatistenbewegungen.

#### Iran

##### Republik Mahabad
Anfang des 20. Jahrhunderts gab es immer wieder Aufstände, die durch Simko Aga angeführt wurden. Dieser wurde dann 1930 aus einem Hinterhalt heraus erschossen. Am 22. Januar 1946 wurde nach der anglo-sowjetischen Invasion Irans unter der Schirmherrschaft der Sowjetunion in Mahabad die Republik Mahabad gegründet. Nach Bildung einer Regierung, eines Parlaments und erfolglosen Verhandlungen zwischen der iranischen Regierung und den Kurden unter Beteiligung Großbritanniens marschierten iranische Truppen ein und setzten der Republik ein Ende. Alle Minister, bis auf einen, wurden am 30. März 1947 in Mahabad gehängt.

##### Bis zur Iranischen Revolution
Bis zur so genannten Iranischen Revolution 1979, die auch von Kurden unterstützt wurde, herrschte Friedhofsruhe unter den Pahlavi-Schahs in den kurdischen Gebieten.

##### Chomeini

Kurdische Autonomieverhandlungen Teheraner Abgesandten: Ahmad Moftizadeh, Mahmud Taleghani, Mohammad Beheschti, Ali Akbar Hāschemi Rafsandschāni

Nach der Revolution von 1979, in der zuerst den Kurden umfangreiche Zusagen gemacht worden waren, überwarfen sich die Kurden mit Chomeini, der ihnen in der Verfassung keine Autonomie zusicherte. Laut der neuen Regierung gebe es keine ethnischen Gruppen, sondern nur die islamische Glaubensgemeinschaft. Im August 1979 bombardierte die iranische Armee kurdische Städte und Dörfer, wobei viele Zivilisten ums Leben kamen. Laut eigenen Angaben war der spätere Botschafter in Berlin, Ali Reza Sheikh Attar, Gouverneur (Persisch: ostāndār) in der iranischen Provinz Kurdistan und in West-Aserbaidschan, beraten vom späteren Präsidenten Mahmud Ahmadineschad. Im Juli 2005 brach nach der Tötung des Kurden Schuaneh Ghaderi in der Stadt Mahabad ein Aufstand gegen die iranische Regierung aus. Dieser breitete sich auf etwa zehn kurdische Städte aus. Dabei kamen etwa 20 Menschen ums Leben. Die iranische Regierung bezeichnete die Aufständischen als Hooligans und verlegte 100.000 Soldaten in die kurdischen Gebiete.

##### Enklave Chorasan
In Chorasan leben zerstreut etwa 1 bis 1,5 Millionen Kurden. Diese wurden im 16. Jahrhundert von den Safawiden gegen die usbekischen Raubüberfälle in Chorasan angesiedelt. Es handelt sich vorwiegend um schiitische Kurden, die früher in Nordkurdistan und Aserbaidschan lebten.

#### Irak (Autonome Region Kurdistan)
Zu einer begrenzten Selbstverwaltung und Beteiligung an der Regierung kam es im Irak 1970 bis 1974. Zwischen 1988 und 1989 befahl Saddam Hussein der Armee die Anfal-Operation, bei der nach kurdischen Angaben bis zu 180.000 Kurden ermordet und ungefähr 4.000 kurdische Dörfer zerstört wurden. Nach dem zweiten Golfkrieg 1991 verfügte die UNO im Irak eine Schutzzone nördlich des 36. Breitengrades. Im Irakkrieg 2003 beteiligten sich kurdische Kräfte auf Seiten der USA an der Eroberung nordirakischer Städte. Seitdem genießen die irakischen Kurden einen besonderen Status als Verbündete der USA. Das Ziel der irakischen Kurden, mehr Autonomie und Einfluss zu bekommen, wird vor allem von der Türkei missbilligt, da man einen entsprechenden Einfluss auf die Kurden in der Türkei befürchtet.
Politische Autonomie genießen seit mehr als einem Jahrzehnt weltweit allein die irakischen Kurden. Auch die neue irakische Verfassung gewährt den Kurden im Norden des Landes umfangreiche Selbstbestimmungsrechte.
Trotz Protesten seitens der Türkei konnten die Kurden im Irak ihren Einfluss ausweiten und erreichten bei der Wahl am 30. Januar 2005 75 Sitze im Parlament. Mit Dschalal Talabani stellen sie den ersten kurdischen Staatspräsidenten. Über die Angliederung von Gebieten an die kurdische autonome Region wird zäh verhandelt. Dabei ist Kirkuk der brisanteste Aspekt. Dort konnte eine Allianz der kurdischen Parteien die Mehrheit der Sitze im Stadtrat erringen. Die Wahlen in Kirkuk wurden von den meisten Turkmenen und Arabern boykottiert, da die Kurden angeblich viel mehr Rückkehrer in die Stadt ließen, als Saddam Hussein damals vertrieben haben soll.
Im Februar 2008 startete die türkische Armee die 25. Bodenoffensive seit 1983 in den Nordirak, an der schätzungsweise 10.000 Soldaten beteiligt waren. Bei den Zusammenstößen mit der PKK kam es zu heftigen Widerständen. Nach Angaben der Türkei wurde das Nachbarland als Rückzugsgebiet für Extremisten genutzt. Die PKK, die unter anderem auch seitens der EU als Terrororganisation eingestuft wird, steuerte von Nordirak aus Angriffe und Anschläge in der Türkei. Dabei starben immer wieder türkische Soldaten, Polizisten, kurdische Dorfschützer und Unbeteiligte. Der damalige Staatssekretär im Außenministerium der USA, Matthew Bryza, bewertete den Einmarsch mit den Worten „Dieser Angriff ist nicht die beste Nachricht“.

#### Syrien
Die Grenze zwischen Syrien und der Türkei wurde durch den Verlauf der Bagdadbahnlinie festgelegt. Dadurch gab es in Syrien drei kurdische Enklaven, nämlich Cizire, Kurd Dagh und Ain al-Arab. Diese Enklaven sind Hunderte Kilometer voneinander getrennt, was die Kommunikation unter den Kurden erschwerte. Im französischen Völkerbundmandat (1920–1946) konnten die Kurden einen Rundfunksender betreiben und Zeitschriften wie Hewar (Hilferuf) veröffentlichen. Viele wichtige Kurden sind aus der Türkei nach Syrien geflohen, wo sie ihre politischen Arbeiten fortsetzen. So hatte Xoybûn ihren Sitz jahrelang in Damaskus. Nachdem Syrien ein souveräner Staat geworden war, wurden die Rechte der Kurden schrittweise beschnitten. Schließlich wurden Kurden aus dem öffentlichen Dienst ausgeschlossen, verhaftet und die kurdischen Ortsnamen verändert. Nach dem ersten Krieg gegen Israel putschten die Offiziere, und es folgten Jahre sozialer Unruhen. Am 23. August 1962 wurde in den kurdischen Gebieten eine außerordentliche Volkszählung durchgeführt. Dabei wurden 120.000 Kurden als Flüchtlinge deklariert und ihrer syrischen Staatsbürgerrechte beraubt. Im März 1963 übernahm die Baath-Partei die Herrschaft und 1971 wurde Hafiz al-Assad Präsident. Er blieb es bis zu seinem Tod am 10. Juni 2000. Unter Assad wurde die Politik des „Arabischen Gürtels“ durchgesetzt. Er gewährte der PKK nach dem Militärputsch in der Türkei von 1980 Zuflucht. In der Bekaa-Ebene im Libanon konnte die PKK ihre Leute ausbilden und bewaffnen. Der Sturz von Saddam Hussein und der Baath-Regierung mit Hilfe der Kurden im Irak polarisierte auch Syrien. Die Baath-Regierung unter Baschar al-Assad nutzte 2004 ein Fußballspiel als Provokation und Gelegenheit, um hunderte Kurden zu verhaften und die Parteien der Kurden zu verbieten. Heute haben immer noch rund 200.000 Kurden ihren Pass nicht zurück. Syrien begann erst im Jahre 2011 diese Ausbürgerung teilweise rückgängig zu machen. Im Zuge des syrischen Bürgerkrieges gründeten die Kurden 2013 in einigen Siedlungsgebieten drei Kantone, die gemeinhin unter Rojava bekannt geworden sind.

### Rotes Kurdistan
In der Sowjetunion gab es in dem Zeitraum von 1923 bis 1929 eine autonome kurdische Region, die Kurdistana Sor (Rotes Kurdistan) genannt wurde. Die Region wurde am 23. Mai 1923 ausgerufen. Sie lag im heutigen Aserbaidschan und ihre Hauptstadt war Laçın. Andere Städte waren Kelbecar, Kubatliski und Cebrail. Der erste Ministerpräsident war Gussi Gaciyev. Die Region lag ziemlich genau im heutigen Latschin-Korridor zwischen Armenien und der Exklave Bergkarabach. Unter Josef Stalin wurde diese Region aufgelöst. Ein Versuch, sie 1992 nach dem Zerfall der Sowjetunion mit der Ausrufung der Kurdischen Republik Latschin wieder zu gründen, scheiterte. Der Bergkarabachkonflikt vertrieb die meisten Kurden aus diesem Gebiet.

### Libanon
Îsmet Şerîf Wanlî schrieb, dass im Libanon seit Jahrhunderten Kurden gelebt haben und nennt vier kurdische Eşirets, nämlich den Clan der Banu Sayfa nördlich von Tripoli und der Festung Krac, die Ras Nahasch, die seit dem 16. Jahrhundert bei Tripoli leben, die Amadischen Scheichs, die aus Amadiya im 17. Jahrhundert in den Libanon kamen und die Can Polad, die ursprünglich aus Hakkâri kamen. Heute heißen sie Dschumblatt. Ein bekannter Vertreter der Dschumblatt ist der Führer der drusischen Gemeinschaft und der Progressiv-Sozialistischen Partei Walid Dschumblat. 1925 kamen viele Flüchtlinge nach dem Scheich-Said-Aufstand ins Land. Die Organisation Xoybun wurde in Beirut gegründet. Viele Kurden im Libanon sind aus der Region Mardin im Südosten der Türkei zugewandert. Heute sollen etwa 60.000 Kurden im Libanon leben.

### Die größten Aufstände im 20. Jahrhundert
- 1919: Erster Aufstand von Mahmud Barzandschi in Sulaimaniyya.
- 1920: Koçgiri-Aufstand
- 1925: Scheich-Said-Aufstand
- 1927–1930: Ararat-Aufstand unter der Organisation Xoybûn.
- 1938: Dersim-Aufstand
- 1961–1970: Barzani-Revolten im irakischen Teil.
- 1967–1968: Aufstand der Demokratischen Partei Kurdistan-Iran.
- 1979–1983: Kurdenaufstand in Iran
- 1984–heute: Konflikt zwischen der Republik Türkei und der PKK
- 1991: Aufstand im Irak 1991

## Politik
In den frühen 1920er Jahren wurde im Libanon die Organisation Xoybûn gegründet, die unter anderem den Ararat-Aufstand anführte.
Während aufgrund gegebener Repressionen in der Region viele kurdische Parteien zum Teil im Untergrund oder im Exil agieren oder mit einem plötzlichen Verbot und der Zerschlagung der Partei und Verhaftung ihrer Mitglieder rechnen müssen, konnten sich besonders im Irak, nach der De-facto-Autonomie mit der Errichtung der Flugverbotszone 1991 und später der De-jure-Autonomie nach dem Irakkrieg, feste politische Strukturen bilden. So führt die Autonome Region Kurdistan ein eigenes Parlament mit Sitz in Erbil und verfügt über einen eigenen Präsidenten. In einem Referendum sprachen sich 2017 92 % der Bevölkerung für einen eigenen Staat aus. Die dominierenden Parteien im Irak sind die PDK, die PUK und die aus den beiden herrschenden Parteien als Opposition gegründete Gorran. Auch in Syrien konnten die Kurden aufgrund des Bürgerkrieges in Syrien mit der Rojava De-facto-Autonomie erlangen. Die linke PYD ist dort faktisch alleinherrschend. Als Opposition agiert der Kurdische Nationalrat (KNC), ein Parteienbündnis, wobei ihr größtes Mitglied die PDK-S ist.
In Iran sind die dominierenden kurdischen Parteien die Demokratische Partei Kurdistan-Iran (PDKI), die Komalah, die als Ableger der PKK geltende Partei für ein freies Leben in Kurdistan (PJAK) und die Kurdische Freiheitspartei (PAK), die alle zum linken Spektrum gehören und im Untergrund und Exil operieren, da ihre Mitglieder von der Iranischen Revolutionsgarde verfolgt werden.
In der Türkei konnte die linke, pro-kurdische Partei HDP, die sich als Partei aller Minderheiten versteht, als erste mehrheitlich kurdische Partei die Zehn-Prozent-Hürde bei den Parlamentswahlen im Jahre 2015 überwinden und ins Parlament einziehen. Daneben ist die im Untergrund operierende, verbotene PKK noch immer ein dominanter politischer Faktor.

## Religion

### Sunniten
Die meisten Kurden sind sunnitische Muslime, deren Gläubige der schafiitischen Rechtsschule folgen. Zudem hat die hanafitisch-sunnitische Rechtsschule eine große Bedeutung. Ihre Anhänger leben bzw. haben ihre Herkunft (falls sie in der Diaspora leben) überwiegend in den türkischen Provinzen Aksaray, Amasya, Ankara, Çankırı, Çorum, Kırşehir, Konya und Yozgat (siehe zentralanatolische Kurden) sowie Adıyaman, Ardahan, Bingöl, Diyarbakır, Elazığ, Gaziantep, Kars und Şanlıurfa, darüber hinaus in den syrischen Distrikten Afrin, Ain al-Arab, al-Bab, Dscharabulus und Manbidsch. Des Weiteren sind unter Kurden in geringem Maße sunnitische Muslime, die der hanbalitischen Rechtsschule folgen oder rechtsschulunabhängig sind, anzutreffen. Außerdem gibt es Sufis des Naqschbandīya-Ordens, vor allem in den türkischen Provinzen Adıyaman, Batman, Gaziantep, Mardin, Şanlıurfa und Şırnak sowie Sufis des Qādirīya-Ordens, vor allem in der irakischen Provinz Erbil. Die etwa 3 bis 5 % kurdischen Zwölfer-Schiiten leben ganz im Süden des kurdischen Verbreitungsgebiets in den Distrikten Baladruz und Chanaqin in der Provinz Diyala und im Distrikt Badra in der Provinz Wasit sowie in den iranischen Provinzen Ilam, Kermanschah und Luristan.

### Aleviten
Daneben bekennen sich viele Kurden zum Alevitentum. Insbesondere in den türkischen Provinzen Erzincan und Tunceli sowie in den Landkreisen Besni und Merkez in der Provinz Adıyaman, in den Landkreisen Adaklı, Karlıova, Kiğı, Yayladere und Yedisu in der Provinz Bingöl, in den Landkreisen Mecitözü und Ortaköy in der Provinz Çorum, in den Landkreisen Karakoçan und Merkez in der Provinz Elazığ, in den Landkreisen Aşkale, Çat, Hınıs und Tekman in der Provinz Erzurum, in den Landkreisen Kelkit und Şiran in der Provinz Gümüşhane, in den Landkreisen Afşin, Elbistan und Pazarcık in der Kahramanmaraş, im Landkreis Sarız in der Provinz Kayseri, in den Landkreisen Akçadağ, Arapgir, Hekimhan und Arguvan in der Provinz Malatya, im Landkreis Varto in der Provinz Muş sowie in den Landkreisen Divriği, Gürün, Hafik, İmranlı, Kangal und Zara in der Provinz Sivas.

### Jesiden
Weiterhin gibt es unter den Kurden Jesiden, insbesondere in den Distrikten al-Hamdaniya, Schaichān, Sindschar und Tel Kaif in der irakischen Provinz Ninawa.
Darüber hinaus leben Jesiden in einigen Orten der Distrikte Sêmêl und Zaxo in der irakischen Provinz Dahuk, in mehreren Orten der syrischen Distrikte Afrin, Amude, al-Qahtaniyya und Raʾs al-ʿAin, in mehreren Orten der armenischen Provinzen Aragazotn, Ararat, Armawir und Kotajk sowie in einigen Orten der türkischen Landkreise Beşiri, Midyat, Nusaybin und Viranşehir.

### Weitere
Außerdem sind Yarsanis, die hauptsächlich in den iranischen Provinzen Kurdistan und Kermanschah leben, vorhanden.
Des Weiteren gibt es einige wenige Zoroastrier, Christen, Juden und Konfessionslose.
Zu den heterodoxen schiitischen Sekten im Nordirak, die sich entweder als Kurden oder als eigenständige Ethnie betrachten, gehören die Schabak, Bajwan (Bajalan) und Sarli.

## Kultur

### Neujahrsfest
Am 21. März wird das altiranische Neujahrsfest Newroz gefeiert. Das Fest wurde früher in der Türkei auch staatlicherseits begangen, um einer antitürkischen Politisierung vorzubeugen. Bei den Kurden wird es nicht nur als ein Neujahrsfest angesehen, sondern symbolisiert auch Gedanken an die Aufstände gegen die jeweiligen Machthaber, die die kurdische Bevölkerung unterdrückten. Das Feuer dient als ein Zeichen für die Freiheit und ist in der kurdischen Mythologie ein wichtiges Element. Bis heute ist es aktuell geblieben, da die Kurden in den meisten Gebieten immer noch nicht ihre kulturelle Freiheit erlangt haben.

### Frauenrechte
In Teilen der kurdischen Bevölkerung wird das Recht der Frauen auf sexuelle Selbstbestimmung aus religiösen und kulturellen Gründen unterdrückt. Verstöße gegen dieses ungeschriebene Gesetz haben zu sogenannten Ehrenmorden durch die eigene Familie geführt. Dagegen kämpfen immer mehr kurdische Organisationen wie WADİ oder HAUKARI e. V. und ICAHK an.
Im Gegensatz zu vielen anderen Staaten des Nahen Ostens haben Frauen in der kurdischen Gesellschaft auch eine relativ positive Stellung. Vor allem in der Autonomen Region Kurdistan und in Rojava wird dies deutlich, indem Frauen auch im Militär mit sehr hohen Quoten gleichberechtigt alle Positionen ausüben.

### Kurdische Küche
Zur kurdischen Küche gehören verschiedene regionale Kochstile und kulinarische Spezialitäten. Sie basiert auf einer langen Tradition und ist von den angrenzenden Kulturen beeinflusst. Vor allem Fleisch-, Gemüse- und Reisgerichte dominieren die kurdische Küche.

### Malerei
Vertreter der zeitgenössischen Malerei aus der Region sind u. a. Sardar Kestay und Baldin Ahmad.

### Musik
Charakteristisch für die kurdische Musik sind einfache Melodien mit einem Umfang von nur drei oder vier Tönen, strophische Lieder mit Refrain. Die meisten kurdischen Lieder sind episch, sie werden von Dengbêj (professionellen Barden) gesungen und handeln von Geschichten kurdischer Helden wie Saladin, Scheich Said oder Seyit Rıza. Auch Liebeslieder, Tanzmusik (Gowend), Hochzeits- und andere Feierlieder, erotische Poesie und Arbeitslieder sind sehr beliebt. Musikinstrumente sind bilûr, ney und şebbabe (Flöten), dahol (Trommel), def und dayre (Rahmentrommeln), dimbek (Bechertrommel), dûdûk (zylindrisches Doppelrohrblattinstrument), saz und tembûr (Langhalslauten), kemençe (Streichlaute) und zurna (konisches Doppelrohrblattinstrument).
Zu den bedeutendsten kurdischen Veranstaltungen gehört Pir-e Shahryār (auch Pir-e Shaliyar), eine Zeremonie, bei der die Männer Rahmentrommeln wie die Daf spielen.

### Kurdische Literatur
Es gibt eine reiche Volksliteratur in kurdischer Sprache. Zu erwähnen ist das Nationalepos Mem û Zîn, das 1695 der kurdische Dichter Ehmedê Xanî schrieb.
1935 wurde der erste Roman der Neuzeit in kurdischer Sprache, Şivanê Kurd (deutsch: Der kurdische Hirte), von Erebê Şemo verfasst. Zeitgenössische Schriftsteller sind Helîm Yûsiv, Haydar Işık, Mehmed Uzun, Mahmut Baksi, Jan Dost, Suzan Samanci, Yusuf Yeşilöz, Sükrü Gülmüs, Rohat Alakom, Taha Hamid, Muhammed Hamo und Salim Barakat. Der aus Mardin stammende Dichter Cegerxwîn (Şêxmûs Hesen), der von 1903 bis 1984 lebte, schrieb für Zeitschriften wie Hewar (dt.: Hilferuf).
Hilmi Abbas schrieb in deutscher Sprache einige der bisher nur mündlich überlieferten altkurdischen Legenden nieder. Das Buch erschien im Jahre 2003 unter dem Titel Das ungeschriebene Buch der Kurden. Es stellt die Schöpfungsgeschichte aus jesidischer Sicht dar und die mythische Wanderung des kurdischen Volkes vom Osten in den Westen in das heutige Siedlungsgebiet.
Tuncay Gary schreibt in deutscher Sprache Lyrik und Theaterstücke. Sein Buch Nicht ich bin der Fremde wurde 2011 veröffentlicht. 2016 ist sein Buch Blauflügel Jägerliest im Klak-Verlag erschienen.
Ronya Othmann, Tochter eines kurdisch-jesidischen Vaters und einer deutschen Mutter, die sich in deutscher Sprache mit Kurdistan (Müdes, müdes Land) und dem Genozid an den Jesiden beschäftigt, schreibt über den Bürgerkrieg in Syrien und die Ermordung der Jesiden durch den Islamischen Staat, kritisiert aber auch romantisierende Vorstellungen von Kurdistan.
Die Entwicklung der kurdischen Literatur blieb bis in die Gegenwart von den jeweiligen politischen Bedingungen abhängig, die durch von machtpolitischen Interessen willkürlich durchgeführte Grenzziehungen, Fremdherrschaft und Unterdrückung charakterisiert waren. Die Entwicklung in den einzelnen Teilen Kurdistans verlief dabei unterschiedlich und hatte zur Folge, dass durch die dort gesprochenen verschiedenen Dialekte und die Verwendung unterschiedlicher Alphabete keine gemeinsame Literatur entstehen konnte.

### Tracht

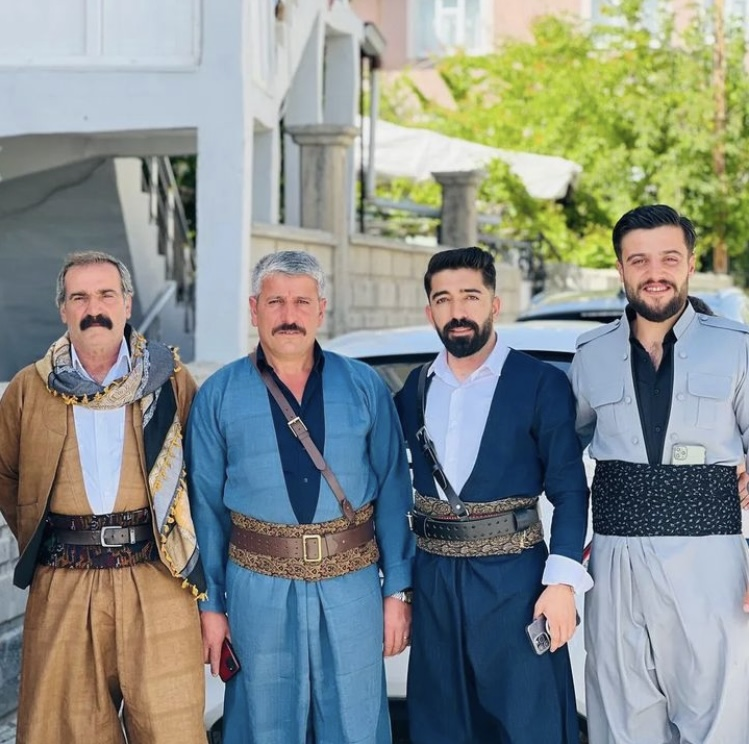
Traditionelle kurdische Tracht, getragen eher in den kurdischen Siedlungsgebieten der Türkei

Zu den traditionellen Trachten der kurdischen Frauen gehören beispielsweise mit Edelsteinen geschmückte Kopfbedeckungen und mehrlagige prunkvolle Gewänder. Die Männer tragen Şal û Şepîk, was übersetzt Hemd und Hose bedeutet.

## Sport
Die am häufigsten betriebene Sportart in der Autonomen Region Kurdistan ist Fußball. Laut kurdischer Presse wurde am 11. Januar 2006 der kurdische Fußballverband Kurdistan Football Association mit 24 Mannschaften aus verschiedenen Städten wie Hewlêr, Sulaimaniyya und Kirkuk gegründet. Als Nächstes wurde dann eine kurdische Fußballauswahl aufgestellt, die Mitglied des N.F.-Board ist. Im Jahr 2008 nahm die Mannschaft am Viva World Cup teil und erreichte den vierten Platz. 2009 (in Padanien) sowie 2010 (in Gozo) belegten die Kurden im Turnier je den zweiten Platz. Erst 2012, als der Viva World Cup in Kurdistan stattfand, kamen die Kurden erneut bis ins Finale, wo sie auf die Türkische Republik Nordzypern trafen. Das Spiel endete 2:1 und Kurdistan wurde zum ersten Mal Turniersieger.